# Полонечковська сільська рада
Полонечковська сільська́ ра́да (біл. Паланечкаўскі сельсавет) — колишня адміністративно-територіальна одиниця у складі Барановицького району Берестейської області Білорусі. Адміністративним центром сільської ради було село Полонечка.

## Історія
Сільська рада ліквідована рішенням Берестейської обласної ради від 26 червня 2013 року шляхом включення її населених пунктів та земель до складу Вольновської сільської ради.

## Склад ради
Населені пункти, що підпорядковувалися сільській раді станом на 2009 рік:
| Населений пункт | Тип  | Населення, осіб (2009) |
| --------------- | ---- | ---------------------- |
| Полонечка       | село | 481                    |
| Репичі          | село | 92                     |
| Щербовичі       | село | 95                     |

## Населення
За переписом населення Білорусі 2009 року чисельність населення сільської ради становило 668 осіб.

### Національність
Розподіл населення за рідною національністю за даними перепису 2009 року:
| Національність | Осіб | Відсоток |
| -------------- | ---- | -------- |
| білоруси       | 522  | 78,14 %  |
| поляки         | 126  | 18,86 %  |
| росіяни        | 17   | 2,54 %   |
| українці       | 3    | 0,45 %   |
| Разом          | 668  | 100 %    |